# Zielona (przystanek kolejowy)
Zielona (ukr. Зелена, ros. Зеленая) – przystanek kolejowy w pobliżu miejscowości Zaborze, w rejonie lwowskim, w obwodzie lwowskim, na Ukrainie. Leży na linii Rawa Ruska – Czerwonogród. Nazwa pochodzi od nieistniejącej już miejscowości Zielona Machnowska.
Dawniej stacja kolejowa. Istniała przed II wojną światową.